# Dysgonia torrida
Dysgonia torrida is een vlinder uit de familie van de spinneruilen (Erebidae). De wetenschappelijke naam van de soort is voor het eerst geldig gepubliceerd in 1852 door Guénée.
Deze nachtvlinder komt voor in Europa.